# 明天在地铁里擦肩而过的，是魔法般的恋爱
《明天在地铁里擦肩而过的，是魔法般的恋爱》（日語：明日メトロですれちがうのは、魔法のような恋）是日本摇滚乐队SHISHAMO的第3张演唱会影像作品，于2017年8月2日发行。

## 简介
本作收录了“SHISHAMO巡回演唱会2017春‘明天在地铁里擦肩而过的，是魔法般的恋爱’”体育馆篇中3月31日在日本武道馆举办演唱会时的现场影像，这也是SHISHAMO第二次在武道馆举办演唱会。本次巡回以“电影”为主题，在演唱会的过程中穿插了4个故事所组成的4段以“地铁”为主题的电影短片，短片又与歌曲相互呼应。
影像作品中收录了演唱会上播出的短片并加入未播出镜头组成的完整版本，4段短片由山岸圣太导演。
6月10日本作在剪辑后通过BS SKY PerfecTV!首次播出。
7月20日，演唱会播出的4段短片完整版与部分演唱会影像在United Cinemas Aquacity Odaiba（ユナイテッド・シネマ アクアシティお台場）电影院限定1日上映，SHISHAMO也亲自来到现场登台。
8月2日，本作与SHISHAMO的第6张单曲《BYE BYE》同日开始发售。

## 收录
| Blu-ray Disc | Blu-ray Disc                   | Blu-ray Disc                                                                          |
| 曲序         | 曲目                           | 备注                                                                                  |
| ------------ | ------------------------------ | ------------------------------------------------------------------------------------- |
| 1.           |                                | SHISHAMO短片“明天在地铁里擦肩而过的，是魔法般的恋爱”喜欢喜欢！篇 芋生悠主演           |
| 2.           | （喜欢喜欢！）                 |                                                                                       |
| 3.           | （擦肩而过的约会）             |                                                                                       |
| 4.           | （如果听到陷入热恋的声音的话） |                                                                                       |
| 5.           | （院子里的少女们）             |                                                                                       |
| 6.           | （一定是那本漫画的错）         |                                                                                       |
| 7.           | （结束）                       |                                                                                       |
| 8.           |                                | SHISHAMO短片“明天在地铁里擦肩而过的，是魔法般的恋爱”音乐教室是秘密基地篇 织田梨沙主演 |
| 9.           | （音乐室是秘密基地）           |                                                                                       |
| 10.          | （恋）                         |                                                                                       |
| 11.          | （夏季的恋人）                 |                                                                                       |
| 12.          | （热带夜）                     |                                                                                       |
| 13.          |                                | SHISHAMO短片“明天在地铁里擦肩而过的，是魔法般的恋爱”明天也篇 石桥静河主演             |
| 14.          | （明天也）                     |                                                                                       |
| 15.          | （量产型男友）                 |                                                                                       |
| 16.          | （我有女朋友了）               |                                                                                       |
| 17.          | （围巾）                       |                                                                                       |
| 18.          | （你与夏季音乐节）             |                                                                                       |
| 19.          |                                | SHISHAMO短片“明天在地铁里擦肩而过的，是魔法般的恋爱”地铁篇 小川纱良主演               |
| 20.          | （地铁）                       |                                                                                       |
| 21.          | （像魔法一样）                 |                                                                                       |
| 22.          | （大家的歌）                   |                                                                                       |
| 23.          | （活着的女孩）                 |                                                                                       |
| 24.          | （恋爱）                       |                                                                                       |
| 25.          | （离别的季节）                 |                                                                                       |